# Hold the Line
Hold the Line è il primo singolo del gruppo musicale statunitense Toto, pubblicato nel 1978.
Composta da David Paich nel 1977, la canzone fa parte nell'album di debutto Toto. Come singolo ha ottenuto un ottimo successo, con più di 2 milioni di copie vendute nel mondo.
Ha raggiunto il quinto posto della Billboard Hot 100 durante la settimana del 13 gennaio 1979.

## Video musicale
Il video musicale illustra la band che suona in uno spazio chiuso con luci soffuse e di varie sfumature di colori: dal viola all'arancione fino al verde. Durante l'assolo di chitarra è possibile vedere inquadrati, oltre Steve Lukather, gli altri membri della band che suonano grazie all'uso della tecnica Picture-in-Picture.

## Nella cultura di massa
La canzone è stata inserita nella colonna sonora del videogioco GTA: San Andreas, dove viene trasmessa dalla fittizia stazione radio K-DST
Appare inoltre nei film Cambia la tua vita con un click (2006), Come ammazzare il capo 2 (2014), nella prima stagione della serie Mindhunter (2017) e nella terza stagione della serie 9-1-1 (2020).

## Tracce
1. Hold the Line
2. Takin' It Back

## Formazione
- Bobby Kimball – voce
- Steve Lukather – chitarra e voce
- David Hungate – basso
- Jeff Porcaro – batteria e percussioni
- David Paich – tastiere e voce
- Steve Porcaro – tastiere e voce

## Classifiche

### Classifiche settimanali
| Classifica (1979) | Posizione massima |
| ----------------- | ----------------- |
| Australia         | 8                 |
| Canada            | 5                 |
| Germania          | 23                |
| Irlanda           | 24                |
| Italia            | 19                |
| Nuova Zelanda     | 11                |
| Paesi Bassi       | 19                |
| Regno Unito       | 14                |
| Spagna            | 20                |
| Stati Uniti       | 5                 |
| Sudafrica         | 1                 |
| Svezia            | 3                 |

### Classifiche di fine anno
| Classifica (1979) | Posizione |
| ----------------- | --------- |
| Australia         | 66        |
| Canada            | 62        |
| Italia            | 91        |
| Stati Uniti       | 44        |
| Sudafrica         | 7         |